# Wilhelm Laage
Pour les articles homonymes, voir Laage (homonymie).
Wilhelm Laage (né le 16 mai 1868 à Stellingen, mort le 3 janvier 1930 à Ulm) est un peintre allemand.

## Biographie
Wilhelm Laage naît dans la ferme des grands-parents. Son père travaille comme jardinier de cimetière et fossoyeur, sa mère dans une usine de blanchiment. Après ses études, il travaille d'abord dans l'atelier de blanchiment de sa mère, puis pendant huit ans dans une taverne de Hambourg. Dans son temps libre, Laage commence à dessiner et à peindre. De 1890 à 1892, il fréquente la Gewerbeschule Hamburg et, avec le soutien d'Alfred Lichtwark, étudie de 1893 à 1899 à l'Académie des beaux-arts de Karlsruhe auprès de Carl Langhein, Robert Poetzelberger et Leopold von Kalckreuth. Il se lie d'amitié avec Karl Hofer, Friedrich Mißfeldt (de) et Emil Rudolf Weiß. En 1896, il commence son travail graphique avec la xylographie et la lithographie. En 1899, il suit son professeur Leopold von Kalckreuth l'Académie d'État des beaux-arts de Stuttgart (de). La même année, Friedrich Dörnhöffer (de) publie son premier article sur les dessins de Laage.
De décembre 1900 à mai 1901, il séjourne à Paris et travaille dans un atelier de la rue Leclerc. À Paris, il voit la première grande exposition Vincent van Gogh dans la galerie Bernheim.

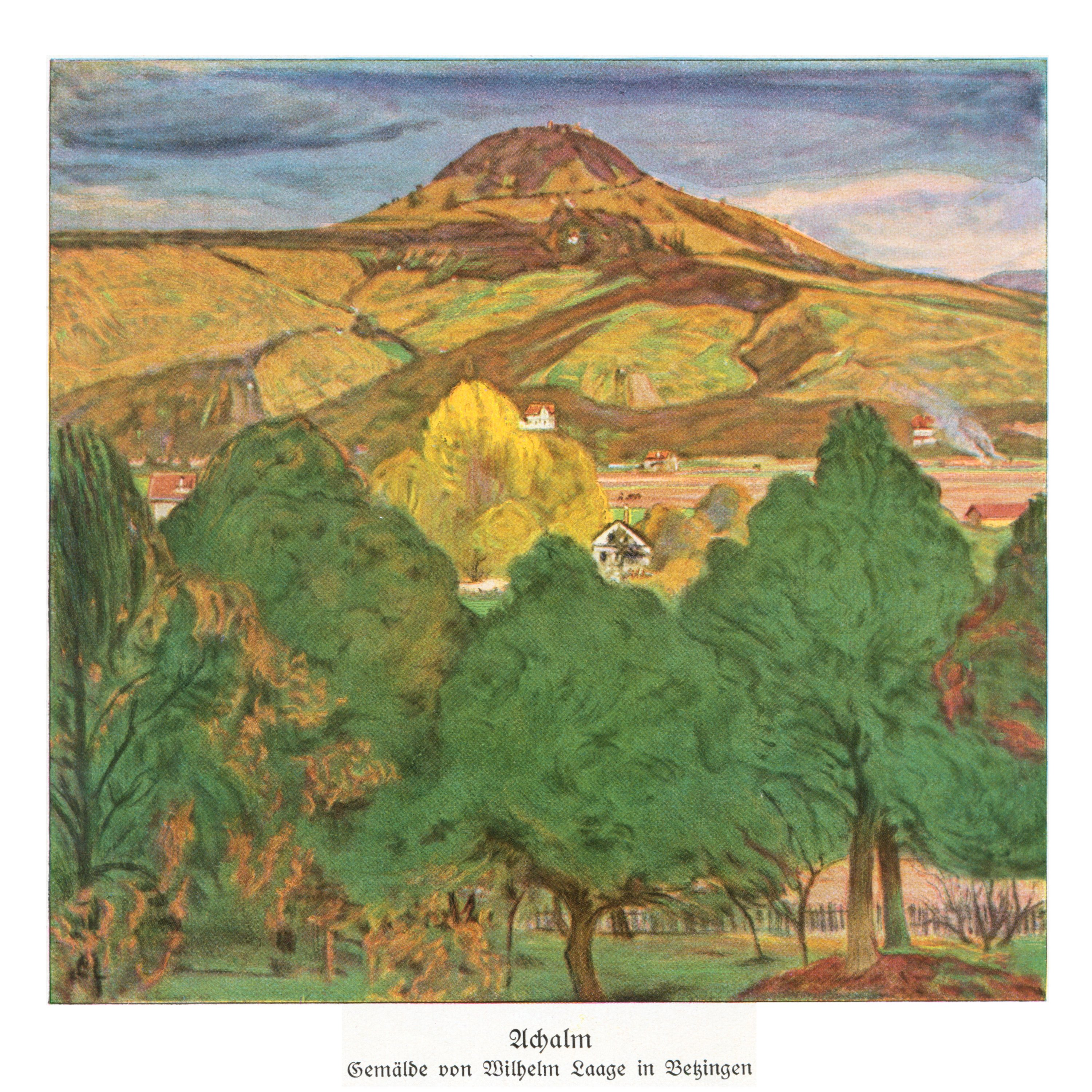
L'Achalm, 1914. (L'Achalm est le sommet de Reutlingen.)

En 1903, Karl Ernst Osthaus achète les premières œuvres de Laage pour le musée Folkwang qu'il fonde à Hagen. En 1904, il participe à des expositions à Vienne et à Dresde. Il épouse sa camarade de classe Hedwig Kurtz, originaire de Reutlingen, et s'installe d'abord avec elle à Cuxhaven. Il reçoit la visite du collectionneur, mécène et critique d'art de Hambourg Gustav Schiefler (de). En 1906, il expose avec Vassily Kandinsky, H. Neumann et G. Hentze en tant qu'invité à la 1re exposition de dessins du groupe d'artistes Die Brücke à Dresde. En septembre 1907, la famille Laage s'installe à Betzingen (de) près de Reutlingen, où elle vit jusqu'en 1914. Comme il ne se sent pas chez lui en Souabe au début, il revient chaque été à partir de 1908 à Cuxhaven et dans la lande d'Altenwalde, où il trouve longtemps ses motifs.
En 1912, Gustav Schiefler publie le catalogue d'œuvres Das graphische Werk Wilhelm Laages bis 1912. En 1914, il reçoit le prix de la Villa Romana (en), le prix d'honneur de la ville de Leipzig et la médaille d'État à l'Exposition graphique internationale de Leipzig. En raison de son âge avancé, il met fin à son œuvre de gravure sur bois en 1924, mais continue la peinture. Laage meurt le 3 janvier 1930 alors qu'il prépare une exposition de ses œuvres à Ulm. Wilhelm Laage est membre de la Deutscher Künstlerbund.
Avec sa femme, Hedwig Wilhelm Laage a un fils, Friedrich (1905–1940). Enfant, il est malade d'une méningite puis souffre de lésions cérébrales permanentes consécutives. Friedrich sera la victime à l'âge de 35 ans de l'Aktion T4 dans le centre d'extermination nazi de Grafeneck près de sa ville natale de Reutlingen.